# Too Much and Never Enough

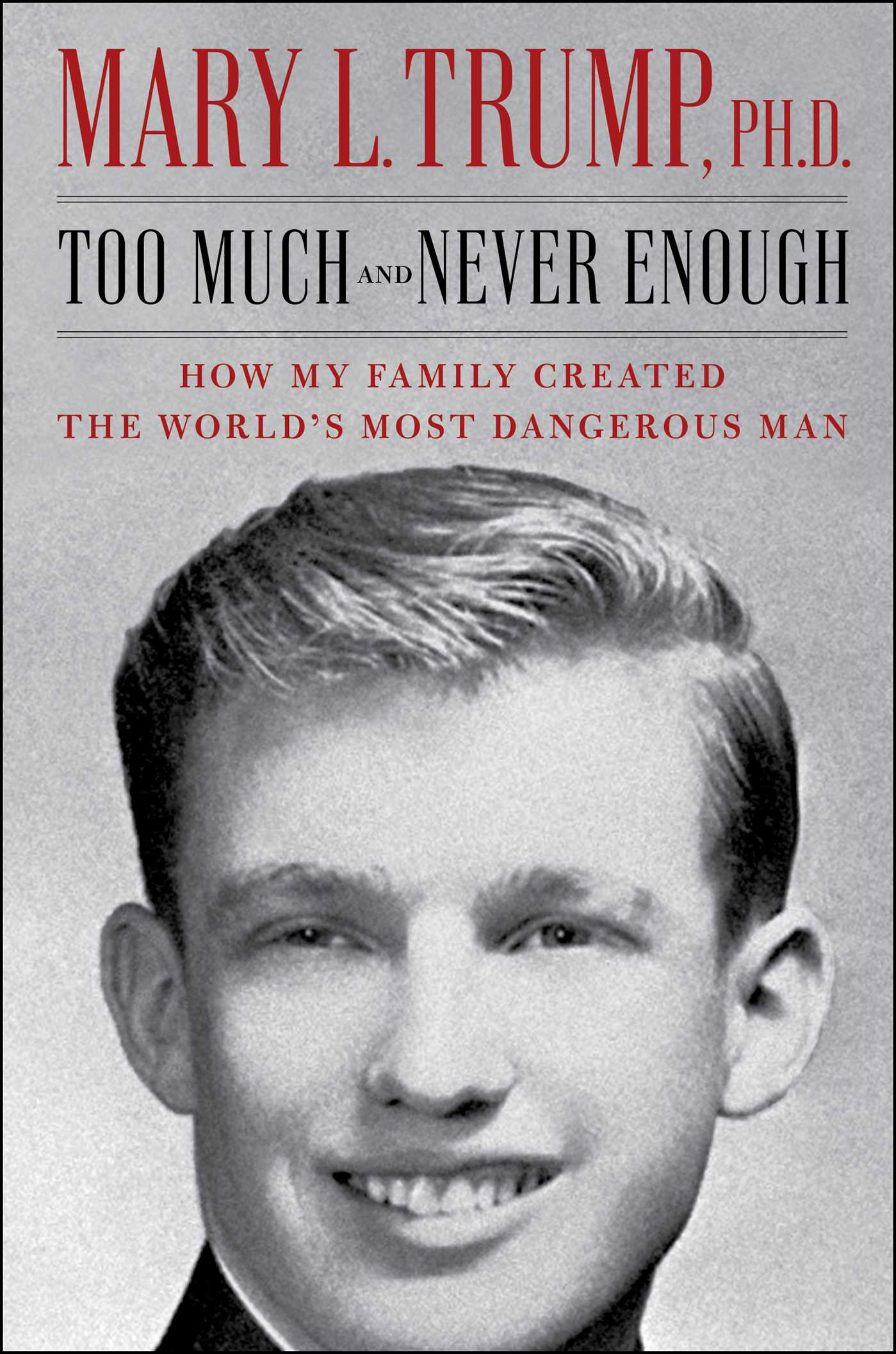
Titelbild der englischsprachigen Originalausgabe des Simon & Schuster-Verlags

Too Much and Never Enough: How My Family Created the World's Most Dangerous Man ist ein Enthüllungsbuch, das von Mary L. Trump, einer Nichte von Donald Trump, geschrieben wurde. Es wurde am 14. Juli 2020 von Simon & Schuster veröffentlicht. Das Buch beschreibt, wie die Autorin die anonyme Quelle war, die Trumps Familien-Steuererklärungen an die New York Times weitergab; die Berichterstattung wurde mit dem Pulitzer-Preis 2019 ausgezeichnet. Ein Rechtsstreit darüber, ob das Buch veröffentlicht werden durfte, wurde im New Yorker Justizsystem geführt, wobei ein Berufungsrichter Simon & Schuster erlaubte, das Buch zu veröffentlichen. Die deutschsprachige Ausgabe sollte ursprünglich am 31. August 2020 unter dem Titel Zu viel und nie genug. Wie meine Familie den gefährlichsten Mann der Welt erschuf im Heyne Verlag erscheinen; der Erscheinungstermin wurde jedoch vorverlegt.

## Hintergrund
Die Autorin des Buches, Mary L. Trump, eine klinische Psychologin, ist eine Tochter von Fred Trump Jr. und eine Enkelin von Fred Trump Sr. Laut Simon & Schuster, dem Herausgeber ihres Buches, hat sie Doktoranden in den Fächern Trauma, Psychopathologie und Entwicklungspsychologie unterrichtet. Sie hat eine Dissertation über Stalking-Opfer geschrieben, Forschungen über Schizophrenie durchgeführt und Teile des bekannten medizinischen Handbuchs „Diagnosis: Schizophrenia“ verfasst. Marys Vater starb 1981 im Alter von 42 Jahren an einem Herzinfarkt aufgrund von Alkoholismus.
Nach dem Tod von Fred Sr. 1999 fochten Mary und ihr Bruder, Fred III, das Testament von Fred Sr. vor dem Nachlassgericht an und behaupteten, dass Fred Sr. an Demenz litt und das Testament "durch Betrug und unzulässige Beeinflussung" von Fred Sr.'s anderen Kindern, Donald, Maryanne und Robert, erlangt worden sei. Eine Woche später kündigten Donald, Maryanne und Robert die Krankenversicherung für den Sohn von Fred III., William, einem 18 Monate alten Jungen mit epileptischen Spasmen. In einem Interview mit der New York Daily News sagte Mary, dass ihre "Tante und ihre Onkel sich schämen sollten. Ich bin sicher, dass sie sich nicht schämen". Die Klage wurde beigelegt und Williams Krankenversicherung wieder in Kraft gesetzt. Donald erklärte 2016 sein Vorgehen: "Ich war wütend, weil sie klagten."
Nach dem Präsidentschaftswahlkampf ihres Onkels kam Mary Trump mit der New York Times in Kontakt und stellte Steuerunterlagen der Familie Trump als anonyme Quelle zur Verfügung. Die Dokumente wurden für einen Artikel aus dem Jahr 2018 verwendet, in dem der Finanzbetrug von Trump detailliert beschrieben wurde, der für David Barstow, Susanne Craig und Russ Buettner den Pulitzer-Preis für erläuternde Berichterstattung gewann.
Barstow verfolgte Mary Trump mit dem Angebot, ein Buch für sie zu schreiben. Er stellte sie seinem Agenten Andrew Wylie vor, der ihr einen Vorschuss in Höhe von mehreren Millionen Dollar anbot. Craig und Buettner waren verärgert, als sie davon erfuhren, und die Herausgeber der Times verboten Barstow aufgrund der ethischen Richtlinien, das Buch zu schreiben. Am Ende arbeitete sie mit Jay Mandel von WME zusammen und verkaufte ihr Buch bei einer Auktion an Simon & Schuster.

## Veröffentlichung
Simon & Schuster setzten zunächst ein Erscheinungsdatum auf den 11. August 2020 fest und übergaben den Exklusivbericht darüber an die Zeitung The Daily Beast, die am 15. Juni einen Artikel über das Buch veröffentlichte. Zwei Tage später erreichte das Buch Platz 5 auf Amazons Bestsellerliste. Die Reaktion auf den Artikel veranlasste sie dazu, das Erscheinungsdatum auf den 28. Juli zu verschieben. Am 6. Juli gaben Simon & Schuster bekannt, dass sie das Veröffentlichungsdatum aufgrund "hoher Nachfrage und außerordentlichen Interesses" auf den 14. Juli verschoben hatten, was dazu führte, dass The Room Where It Happened von John Bolton als Bestseller Nr. 1 bei Amazon übertroffen wurde. Am ersten Verkaufstag wurden 950.000 Exemplare abgesetzt, damit ist es das bis dato erfolgreichste Buch des Verlags Simon & Schuster.
Donald Trump erwog laut The Daily Beast die Möglichkeit, rechtliche Schritte gegen Mary einzuleiten. Donald sagte Axios, dass Mary zuvor eine "sehr mächtige" Geheimhaltungsvereinbarung unterzeichnet hatte, die "alles abdeckt", weshalb es ihr laut Donald "nicht erlaubt war, ein Buch zu schreiben".
Donald Trumps jüngerer Bruder Robert Trump reichte am 23. Juni Klage ein und versuchte, unter Berufung auf Marys Geheimhaltungsvereinbarung eine einstweilige Verfügung zu erwirken, um die Veröffentlichung zu blockieren. In einer Anhörung am 25. Juni wies Richter Peter J. Kelly vom Queens County Surrogate Court in New York City die Klage wegen Unzuständigkeit ab. Robert brachte seinen Fall vor das Dutchess Supreme and County Court, wo Richter Hal B. Greenwald am 30. Juni eine vorübergehende Aussetzung der Veröffentlichung des Buches anordnete, während er für den 10. Juli eine Anhörung anberaumte, um zu entscheiden, ob das Buch dauerhaft für die Veröffentlichung gesperrt werden sollte. Ein New Yorker Berufungsrichter, Alan D. Scheinkman, hob am 1. Juli die Entscheidung des unteren Gerichts auf und entschied, dass Simon & Schuster fortfahren und das Buch bis zu einer Anhörung am 10. Juli veröffentlichen könne.
Am 2. Juli 2020 reichte Mary Trump eine eidesstattliche Erklärung ein, in der sie behauptete, dass sie aus zahlreichen Gründen nicht an die NDA-Klausel im Vergleichsvertrag gebunden sei, darunter auch, dass die „Bewertungen ... in ... dem Vergleichsvertrag ... betrügerisch seien“.

## Inhalt
In dem Buch wird berichtet, wie Mary der New York Times vertrauliche Steuerunterlagen der Trump-Familie zukommen ließ, was dazu führte, dass die Times behauptete, Donald sei in Betrug verwickelt gewesen, und berichtete, dass Donald in den 1990er Jahren etwa 413 Millionen Dollar aus den Immobiliengeschäften seines Vaters transferierte, um seine eigenen angeschlagenen Unternehmen zu unterstützen. Das Buch beschuldigt Donald auch, einen Freund namens Joe Shapiro bezahlt zu haben, damit dieser für ihn den Studieneignungstest SAT ablegt. Mary behauptet in dem Buch, dass Donald und Fred sen. ihren Vater vernachlässigt und zu seinem Tod durch Alkoholismus beigetragen hätten; ebenfalls wird behauptet, dass Donald Fred sen. beim Ausbruch von Fred sen.'s Alzheimer-Krankheit verunglimpft und missachtet habe.

## Ausgaben
- Too Much and Never Enough: How My Family Created the World’s Most Dangerous Man. Simon & Schuster, New York 2020, ISBN 978-1-982141-46-2.
  - Zu viel und nie genug: Wie meine Familie den gefährlichsten Mann der Welt erschuf. Aus dem amerikanischen Englisch übertragen von Christiane Bernhardt et al. Heyne, München 2020, ISBN 978-3-453-21815-4.